# Malaysian Open WTA
Il Malaysian Open WTA è stato un torneo femminile di tennis giocato sul cemento outdoor, facente parte della categoria International.
Si è giocato, dal 2010 al 2012, al Bukit Kiara Equestrian & Country Resort e, dal 2013 al 2017, al Royal Selangor Golf Club a Kuala Lumpur in Malaysia.

## Albo d'oro

### Singolare
| Anno | Campionessa        | Finalista             | Punteggio          |
| ---- | ------------------ | --------------------- | ------------------ |
| 2010 | Alisa Klejbanova   | Elena Dement'eva      | 6–3, 6–1           |
| 2011 | Jelena Dokić       | Lucie Šafářová        | 2–6, 7–6(9), 6–4   |
| 2012 | Hsieh Su-wei       | Petra Martić          | 2–6, 7–5, 4–1 rit. |
| 2013 | Karolína Plíšková  | Bethanie Mattek-Sands | 1–6, 7–5, 6–3      |
| 2014 | Donna Vekić        | Dominika Cibulková    | 5–7, 7–5, 7–6(4)   |
| 2015 | Caroline Wozniacki | Alexandra Dulgheru    | 4–6, 6–2, 6–1      |
| 2016 | Elina Svitolina    | Eugenie Bouchard      | 6(5)–7, 6–4, 7–5   |
| 2017 | Ashleigh Barty     | Nao Hibino            | 6–3, 6–2           |

### Doppio
| Anno | Campionesse                           | Finaliste                             | Punteggio               |
| ---- | ------------------------------------- | ------------------------------------- | ----------------------- |
| 2010 | Chan Yung-jan Zheng Jie               | Anastasija Rodionova Arina Rodionova  | 6(4)–7, 6–2, [10–7]     |
| 2011 | Dinara Safina Galina Voskoboeva       | Noppawan Lertcheewakarn Jessica Moore | 7–5, 2–6, [10–5]        |
| 2012 | Chang Kai-chen (1) Chuang Chia-jung   | Chan Hao-ching Rika Fujiwara          | 7–5, 6–4                |
| 2013 | Shūko Aoyama Chang Kai-chen (2)       | Janette Husárová Zhang Shuai          | 6(4)–7, 7–6(4), [14–12] |
| 2014 | Tímea Babos Chan Hao-ching            | Chan Yung-jan Zheng Saisai            | 6–3, 6–4                |
| 2015 | Liang Chen Wang Yafan                 | Julija Bejhel'zymer Ol'ga Savčuk      | 4–6, 6–3, [10–4]        |
| 2016 | Varatchaya Wongteanchai Yang Zhaoxuan | Liang Chen Wang Yafan                 | 4–6, 6–4, [10–7]        |
| 2017 | Ashleigh Barty Casey Dellacqua        | Nicole Melichar Makoto Ninomiya       | 7–6(3), 6–3             |